# Corporation Trust Center

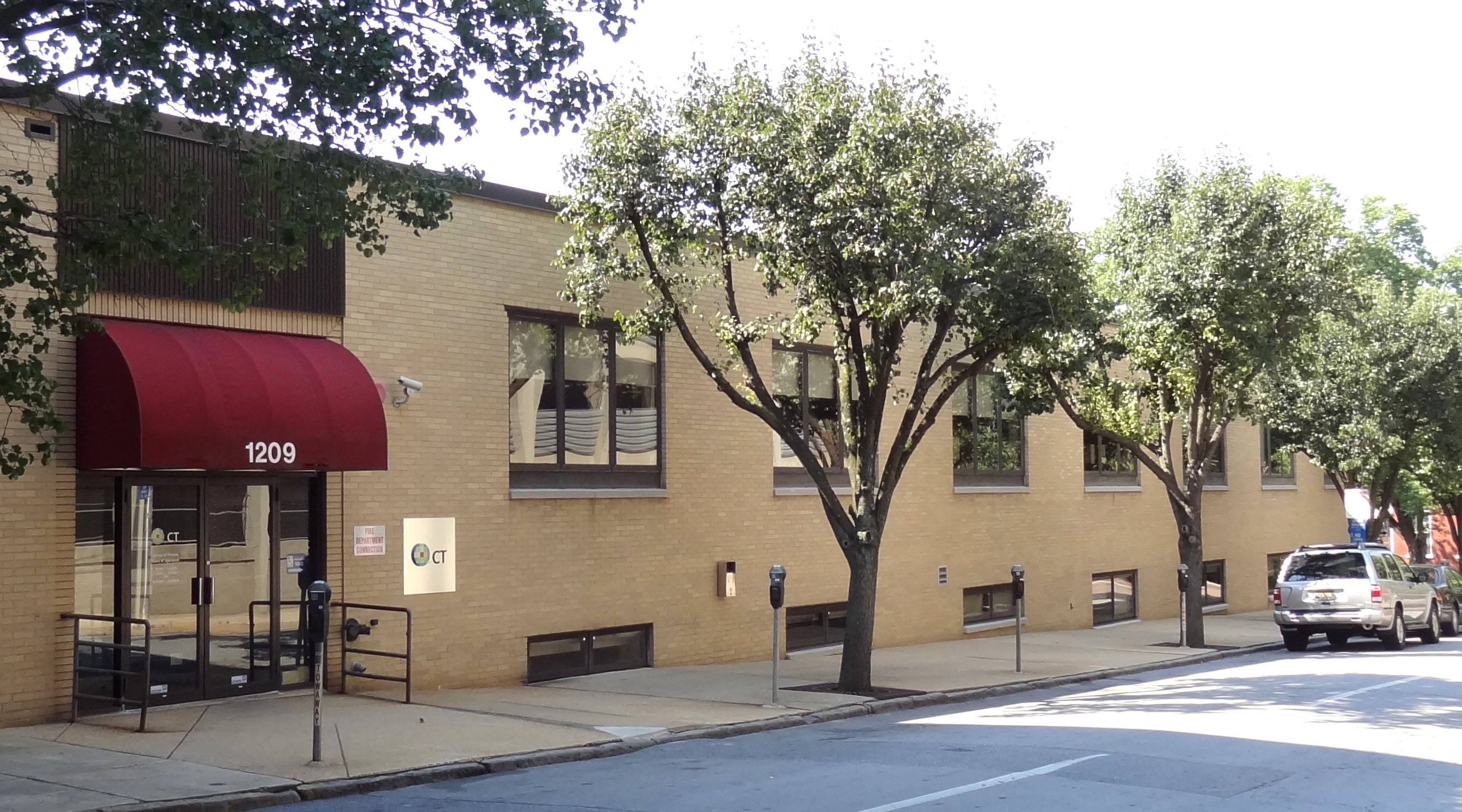
Corporation Trust Center (CT Corporation), 1209 North Orange Street, Wilmington.

Corporation Trust Center, 1209 North Orange Street, es un edificio de una sola planta ubicado en el barrio de Brandywine en Wilmington, Delaware, EE. UU., Operado por Corporation Trust Company una compañía subsidiaria en total propiedad de Wolters Kluwer una compañía ubicada en los Países Bajos. En 2012, era la dirección registrada de no menos de 285 000 negocios separados.
Las empresas tienen oficinas en Delaware debido a sus leyes e impuestos corporativos deseables, y se estima que 9 mil millones de dólares de impuestos potenciales no se recaudaron en la última década, debido a ley de corporaciones general de Delaware .  Por lo general, las oficinas se mantienen en el estado para evitar las altas tarifas de franquicia asociadas con el registro de compañía en Delaware y la operación de la corporación fuera del estado. Entre las empresas destacadas que tienen una casilla postal en este lugar se incluyen Google, American Airlines, Apple Inc., General Motors, Coca-Cola, Kentucky Fried Chicken, Verizon Internet Services y Deutsche Bank, con aproximadamente 430 de sus más de 2000 compañías subsidiarias y compañías de propósito especial. Tanto el presidente Donald Trump, como su oponente en las elecciones presidenciales de los Estados Unidos en 2016, Hillary Clinton, han registrado compañías en este centro.